# Archelaos z Aten
Archelaos z Aten (V wiek p.n.e.) – grecki filozof, uznawany za jednego z ostatnich przedstawicieli eklektycznej filozofii przyrody. Jako zasadę (arché) wszechświata uznał on nieskończone powietrze, które utożsamia się z umysłem. Pogląd filozoficzny Archelaosa z Aten jest bardzo zbliżony do myśli Diogenesa z Apollonii. Przypisuje mu się rolę nauczyciela Sokratesa.